# Ніколае Мілітару
Ніколае Мілітару (рум. Nicolae Militaru; 10 листопада 1925, Балешті — 27 грудня 1996 Бухарест) — румунський військовий, генерал армії. Учасник невдалих змов проти Ніколае Чаушеску. Видатний діяч Румунської революцію 1989, міністр оборони в першому революційному уряді. Кандидат в президенти Румунії на виборах 1996.

## Невдалі Змови
Закінчив Військову академію імені Фрунзе в Москві. У червні 1965 прийняв командування 2-ї піхотної дивізії. У 1969-1978 командував гарнізоном Бухареста. З 1974 — генерал-полковник. З 1969 — кандидат, з 1974 — член ЦК РКП. У 1978 переведений з військової служби на посаду заступника міністра промислового будівництва.
Мілітару брав участь у спробах військової змови проти диктатора Чаушеску. У 1978 план був завчасно розкритий Секурітате, після чого Мілітару і міністр оборони Йон Іоніце виявилися на грані арешту. Мілітару було пред'явлено звинувачення в зв'язках з ГРУ і шпигунстві на користь СССР. Однак Мілітару був лише відсторонений від військового командування.

## Революційний генерал
26 грудня 1989 Йон Ілієску призначив Мілітару міністром оборони в новому уряді Петре Романа. Через день йому було присвоєно звання генерала армії. Генерал Мілітару символізував приєднання до революції румунських збройних сил.

## Міністерство і відставка
На міністерській посаді Мілітару наблизив до себе групу воєначальників, які перебували при Чаушеску в опалі через зв'язки з СССР.
12 лютого 1990 був створений «Комітет демократизації армії», на наступний день до тисячі солдатів і молодших офіцерів провели в Бухаресті мітинг проти Мілітару. 16 лютого 1990 -прем'єр міністр Петре Роман відсторонив Мілітару з посади і замінив Віктором Стенкулеску. 22 березня Мілітару був звільнений в запас.
Після відставки щодо Мілітару стали висуватися звинувачення в причетності до грудневого кровопролиття. Він підозрювався в тому, що навмисно віддавав дезорієнтуючі накази, які призводили до зіткнень армії з Секурітате. Стверджувалося, що таким чином навмисно створювався хаос, яким скористався Йон Ілієску для зосередження влади в своїх руках.

## Кандидат в президенти
Мілітару висунув свою кандидатуру на президентських виборах 1996. Він був єдиним кандидатом, який виступав проти вступу Румунії в НАТО. Отримав підтримку 0,22 % виборців.
В 27 грудня 1996 року Ніколае Мілітару помер.